# Víktor Pelevin
Víktor Olégovich Pelevin (en ruso: Ви́ктор Оле́гович Пеле́вин; Moscú, Unión Soviética, 22 de noviembre de 1962) es un escritor ruso. Sus libros normalmente contienen las características formales del género de ciencia ficción, no obstante se sirve de ellas para construir de manera compleja, textos postmodernistas con varios niveles de comprensión, fusionando elementos de la cultura pop y de la filosofía esotérica.

## Trayectoria
Pelevin se licenció en ingeniería electromecánica en el Instituto de la Energía de Moscú, posteriormente asistió a un seminario de escritura creativa en el Instituto de Literatura Maksim Gorki. Como editor de la revista Ciencia y Religión, fue editor de una serie de artículos sobre misticismo oriental. 
Su primera obra fue un cuento corto, El brujo Ignacio y la gente (Колдун Игнат и Люди) publicado en 1989, en los siguientes tres años sus relatos cortos aparecieron en varias revistas y compilaciones, haciendo de él una figura prominente entre los lectores de ciencia ficción y cosechando varios premios. En 1992, El farol azul, un relato contenido en los Relatos completos de Pelevin recibió el Russian Little Booker Prize, y al año siguiente su primera novela, Omón Ra—una sátira surrealista sobre la naturaleza de la realidad en la Unión Soviética—lo propulsó de la noche a la mañana de un relativo anonimato a las grandes tiradas editoriales y a la fama.
Pelevin es un autor que huye del ojo público. Raramente concede entrevistas; durante estas, es conocido por hablar más de la naturaleza de la mente que de sus propios escritos. No obstante, ha permitido que todos sus textos previos al año 2000 estén publicados en un sitio de Internet no-comercial, Pelevin.net.ru. Algunas novelas están disponibles como archivos de audio (en ruso).
La prosa de Pelevin normalmente está desprovista de diálogo entre autor y  el lector, tanto el guion, el desarrollo del personaje, la forma literaria o el lenguaje narrativo, que corresponde a su filosofía (entre lo explícito y lo difuso) en la que, es el lector el que dota al texto de significado. Para aclarar este punto, en la portada de una de sus novelas se lee lo siguiente: «Cualquier pensamiento que surja en el proceso de lectura de este libro está sujeto al copyright. Se prohíbe el pensamiento no autorizado».

## Obra

### Novelas cortas
- El príncipe del Gosplán / Принц Госплана (1992)
- La flecha amarilla / Желтая стрела (1993)
- Los problemas de licántropo en Rusia Central (The Werewolf Problem in Central Russia / Проблема верволка в средней полосе)
- Un día del bulldozerista (Bulldozer Driver’s Day / День бульдозериста) (se refiere al conductor de un buldócer)
- Eremita y Seisdedos (Hermit and Sixfinger / Затворник и Шестипалый), 1990
- Zombificaсión / Зомбификация

### Novelas
- OMÓN Ra / Омон Ра (contaminación OMÓN+Amón (mitología)+Ra (mitología)) (1991) - Premio Caracol de Bronce, 1993
- La vida de los insectos / Жизнь насекомых (1993)
- Chapáiev y la vacuidad (Buddha's Little Finger (aka Clay Machine-Gun) / Чапаев и Пустота (Chapaev and Void) / El meñique de Buda (1996)
- Babel (aka Generation Π, Homo Zapiens) / Поколение "П" (1999) - Premio Caracol de Bronce, 2000
- Números (Numbers (parte del libro La dialéctica de fase transicional<De ningún sitio a nada> / Числа (часть книги ДПП(NN) - Диалектика Переходного Периода (из Ниоткуда в Никуда)) (2004) - Premio Best-seller Nacional
- El libro sagrado del licántropo (The Sacred Book of Werewolf / Священная Книга Оборотня (2005)
- El yelmo del horror (The Helmet of Horror / Шлем ужаса, 2005), como parte de la Canongate Myth Series.
- Imperio V (Empire V / Ампир В (2006) (Electronic file; the text had been stolen from publishers and then bootlegged on the Internet. Publishing house EKSMO has confirmed text's authorship by Pelevin[1] and the fact of theft).
- t (2009)
- Agua de piña para la bella señora ("Ананасная вода для прекрасной дамы") (2010)
- "S.N.U.F.F.* (2012)

### Ensayos y cuentos escogidos
- Akiko
- El pandero del mundo Superior
- El pandero del mundo Inferior
- Novedades de Nepal
- John Fowles y tragedia
- La vida y aventuras del cobertizo número XII
- La tundra inferior
- Nika
- La URSS Taishou Zhuan
- El sueño noveno de Vera Pávlovna
- Iván Kublajánov
- El mundo cristal
- La ontología de infancia
- Recordador incorporado
- Mittelspiel
- El brujo Ignacio y la gente
- El farol azul
- Cyberpunk de Navidad
- Módulo lunar
- El origen de las especies
- Time-out o Moscú vespertina
- Mardongos
- La historia breve de paintball en Moscú
- Armas de castigo
- P5 (П5 - Прощальные песни политических пигмеев Пиндостана (colección de cuentos Зал поющих кариатид, Кормление крокодила Хуфу, Некромент, Пространство Фридмана, Ассасин).

### Adaptaciones cinematográficas
- Víktor Pelevin en Internet Movie Database (en inglés). Películas basadas en sus obras.

- Datos: Q246722
- Multimedia: Victor Pelevin / Q246722